# 청주시 상당구 (선거구)
청주시 상당구는 대한민국의 국회의원 선거구이다. 충청북도 청주시 상당구 일대를 관할한다. 현직 국회의원은 더불어민주당의 이강일이다.

## 역사
1995년 1월 1일에 청주시에 구제가 실시되면서 일반구인 상당구가 설치되었다. 이에 대한민국 제15대 국회의원 선거를 앞두고 청주시 갑 선거구가 청주시 상당구 선거구로 개편되었다. 
2014년 7월 1일을 기해 청주시와 청원군이 통합하여 통합 청주시가 출범했다. 이에 통합 청주시의 행정구역 조정에 따라서 우암동, 내덕동, 율량·사천동, 오근장동이 청주시 청원구 선거구로 넘어갔으며 청원군 지역에서 낭성면, 미원면, 가덕면, 남일면, 문의면이 청주시 상당구 선거구로 편입되었다.

## 관할 구역
| 대수  | 관할 구역          |
| ----- | ------------------ |
| 15대~ | 청주시 상당구 일원 |

## 역대 국회의원
| 선거   | 정당 | 정당         | 의원   |
| ------ | ---- | ------------ | ------ |
| 1996년 |      | 자유민주연합 | 구천서 |
| 2000년 |      | 새천년민주당 | 홍재형 |
| 2004년 |      | 열린우리당   | 홍재형 |
| 2008년 |      | 통합민주당   | 홍재형 |
| 2012년 |      | 새누리당     | 정우택 |
| 2016년 |      | 새누리당     | 정우택 |
| 2020년 |      | 더불어민주당 | 정정순 |
| 2022년 |      | 국민의힘     | 정우택 |
| 2024년 |      | 더불어민주당 | 이강일 |

## 역대 선거 결과

### 대한민국 제15대 국회의원 선거
|  | 42.29% |

|  | 36.84% |

|  | 10.69% |

|  | 3.63% |

|  | 2.71% |

|  | 1.68% |

|  | 1.44% |

|  | 0.67% |

### 대한민국 제16대 국회의원 선거
|  | 40.09% |

|  | 33.73% |

|  | 26.16% |

### 대한민국 제17대 국회의원 선거
|  | 55.95% |

|  | 31.77% |

|  | 7.11% |

|  | 2.52% |

|  | 1.46% |

|  | 1.17% |

### 대한민국 제18대 국회의원 선거
|  | 51.67% |

|  | 35.66% |

|  | 9.58% |

|  | 1.64% |

|  | 1.43% |

### 대한민국 제19대 국회의원 선거
|  | 53.89% |

|  | 43.42% |

|  | 2.68% |

### 대한민국 제20대 국회의원 선거
|  | 49.26% |

|  | 47.14% |

|  | 3.58% |

### 대한민국 제21대 국회의원 선거
|  | 47.09% |

|  | 43.97% |

|  | 6.91% |

|  | 1.31% |

|  | 0.69% |

### 2022년 대한민국 재보궐선거
|  | 56.92% |

|  | 32.81% |

|  | 8.45% |

|  | 1.80% |

### 대한민국 제22대 국회의원 선거
|  | 51.45% |

|  | 46.18% |

|  | 1.62% |

|  | 0.73% |